# Tossal de Baltarga
El Tossal de Baltarga és una muntanya de 1.158 metres que es troba al municipi de Bellver de Cerdanya, a la comarca de la Baixa Cerdanya.
El tossal era un lloc de residència de la comunitat ceretana amb un important assentament fortificat a prop, el Castellot de Bolvir. Una recerca arqueològica al tossal ha tret a la llum les restes carbonitzades d’un edifici.